# Vodafone Grecia
Vodafone Grecia este divizia greacă a Vodafone Group, având sediul în Halandri, una dintre suburbiile nordice ale Atenei.
Vodafone Grecia a fost înființată în Grecia în anul 1992 - sub numele comercial de Panafon - cu participarea a Vodafone Group Plc, France Telecom, Intracom și Banca de Date și a fost redenumit oficial Vodafone în ianuarie 2002. În decembrie 1998, acțiunile companiei erau listate la bursele de valori din Atena și Londra, în timp ce în iulie 2004, doar la ATHEX. Vodafone Group Plc este acționar major al companiei, deținând 99,8% din acțiunile Vodafone Grecia.
Vodafone are cea mai extinsă, cea mai avansată și cea mai rezistentă la defecte și disfuncționalități rețea de telefonie mobilă din Grecia, în măsură să ofere o acoperire largă prin asigurarea de comunicare de înaltă calitate.
Numerele de telefon Vodafone din Grecia încep cu prefixul din trei cifre 694 și 695, urmat de un număr de șapte cifre pentru fiecare abonat, deși, din cauza apariției portabilității numerelor din Grecia, clienții au posibilitatea să-și schimbe operatorul de telefonie mobilă, fără să renunțe la numărul de telefon.
În 2003, Vodafone a încheiat un contract de exclusivitate cu muzicianul pop Sakis Rouvas, prin care acesta a devenit purtătorul de cuvânt al companiei în campania de publicitate grecă. Rouvas a completat mai multe reclame, precum și videoclipuri muzicale și albume. De asemenea, Vodafone a devenit sponsorul principal al concertelor și înregistrărilor sale. În timp ce unele case de înregistrări și artiști fac reclame pentru anumite companii de telefonie mobilă ca un schimb de sponsorizare, Vodafone este singura companie greacă de telefonie mobilă care își face reclamă printr-un singur artist sol.
La sfârșitul lunii iunie 2010, Vodafone avea 5.492.000 de abonați, devenind astfel a doua rețea de telefonie mobilă din Grecia.